# プギオ

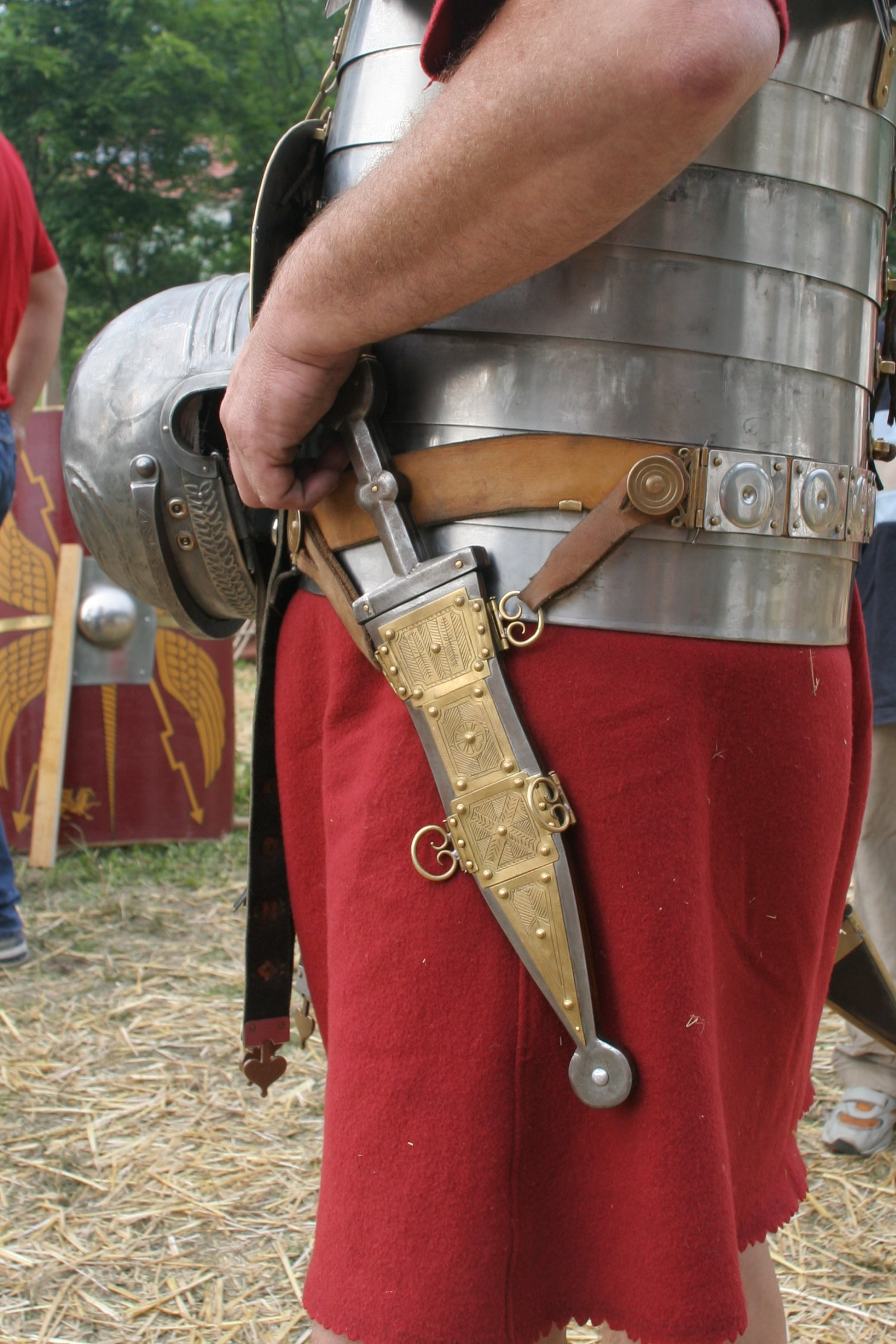
プギオ（70年）

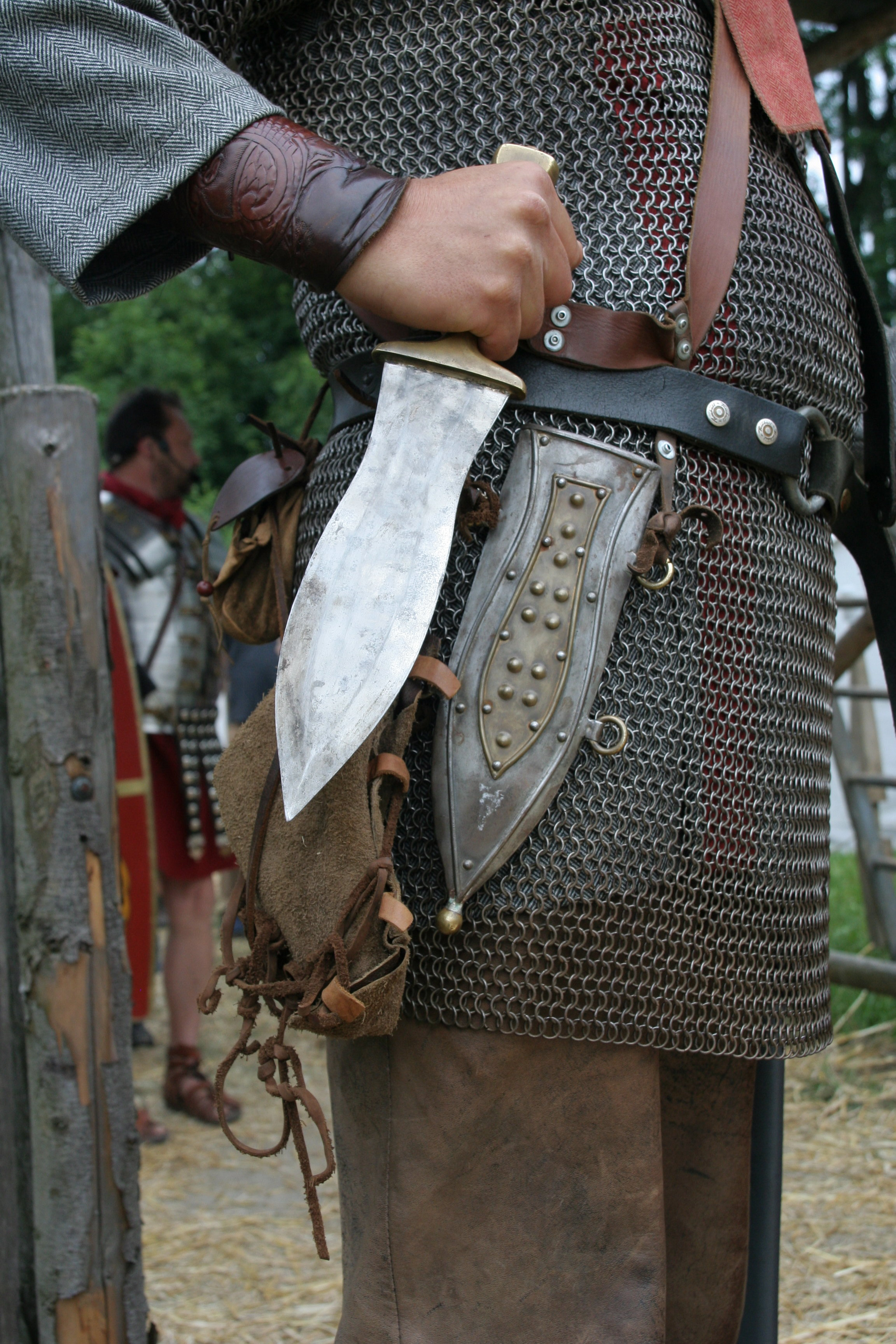
プギオ（175年）

プギオまたはプーギオー（ラテン語：pugio）はローマ軍内で使われたダガー（短剣）の一種である。

## 概要
「プギオ」の名はインド・ヨーロッパ語族の接頭語「peuĝ-（刺す、叩く）」より来ており、英語の pugilist （拳闘士）も同じ語源である。
同じくローマの軍団兵に用いられたグラディウス(gladius)やスパタ(spatha)と同じく幅広の両刃の刀身を持ち、全体としてはグラディウスを短く小型にした形状である。
もともと補助用武器として装備されたが、むしろ実際には日常生活での使用が多かった。装着方法は多様で、ローマ軍の士官は自らのプギオに装飾を施して階級を誇示した。また兵士の中には不慮の攻撃に備えて外から見えないようにプギオを装着していた者もいた。
古代ローマの歴史上、暗殺にもよく使われ、ユリウス・カエサルもプギオでの刺殺により斃れた。